# IC4's tidslinje 1998-2008
Dette er en kronologisk oversigt over begivenheder og milepæle i IC4-sagen i perioden 1998-2008. 2008 angiver tidspunktet henholdsvis før og efter det økonomiske og juridiske forlig mellem DSB og AnsaldoBreda.

## 1998–2007
- Januar 1998 – DSB fremlægger sin vision om fremtidens trafik, Gode tog til alle.[1]
- December 1999 – Tidspunktet for aflevering af tilbud udskydes til 14. februar 2000.[2]
- Februar 2000 – 5 leverandører afleverer tilbud.[3][4]
- Maj 2000 – Tilbud fra Bombardier og Siemens sorteres fra.[5]
- December 2000 – Efter et EU-udbud afgiver DSB en ordre på fem milliarder kroner på 83 IC4-togsæt hos AnsaldoBreda.[6][7]
- November 2002 – DSB skriver kontrakt med AnsaldoBreda om levering af 23 IC2-tog.[8]
- December 2002 – DSB og AnsaldoBreda aftaler en ændret leveringsplan, så det første togsæt leveres med 3 ½ måneders forsinkelse i forhold til kontrakten. Fristen for sidste tog i drift forbliver uændret, køreplansskiftet 2005/2006.[9]
- April 2003 – Det første IC4-tog skulle ifølge den oprindelige leveringsplan være indsat i april 2003.
- Marts 2004 – På DSB's årsregnskabspressemøde meddeler DSB, at AnsaldoBreda forventer, at det første IC4-tog er leveret ved køreplansskiftet 2004/2005.
- Juni 2004 – Administrerende direktør Keld Sengeløv udtaler, at DSB føler sig svigtet af leverandøren. Der er problemer med togets elektriske systemer og samspillet mellem togcomputeren og togets mekaniske systemer. Keld Sengeløv truer AnsaldoBreda med dagbøder.
- 13. september 2004 – Børsen skriver, at DSB ifølge Norske Veritas bør droppe IC4-projektet. DSB afviser kritikken.[10]
- Februar 2005 – I et statusnotat finder Rigsrevisionen ikke anledning til at kritisere DSB.
- Oktober 2005 – I en revideret leveringsplan forventer AnsaldoBreda, at det første IC4-tog er leveret ved køreplansskiftet 2005/2006.
- November 2005 – DSB får udbetalt en bod på 250 mio. kr. for både IC4- og IC2-togene.IC4 testtog i Aarhus, juli 2006
- Moderselskabet Finmeccanica udskifter på DSB's foranledning topledelsen i AnsaldoBreda. Leveringsplanen revideres på ny, og det første IC4-tog forventes nu først leveret i april/maj 2006.
- December 2006 – I en beretning om anskaffelsen af IC4-togene finder Rigsrevisionen ikke anledning til at kritisere DSB.
- 25. juni 2007 – Det første af fire IC4-tog testkøres med passagerer på strækningen mellem Aarhus H og Lindholm.[11][12]

## 2008
- Februar-marts 2008 – IC4-testkørslerne indstilles i perioden den 22. februar til og med den 2. marts som følge af lugtgener fra togets udstødning.[13][14]
- Marts 2008 – AnsaldoBreda og TÜV søger Trafikstyrelsen om en typegodkendelse for i alt 14 enkeltkørende togsæt i landsdelsdrift.
- Maj 2008 – DSB stiller AnsaldoBreda et ultimatum om indsættelse af IC4 i landsdelstrafikken senest i maj 2009.
- 7. august 2008 kl. 8.59 – Første IC4-tog indsættes i drift fra Aalborg mod Københavns Hovedbanegård i "overvåget prøvedrift med passagerer i landsdelstrafik (inkl. tunnelkørsel)".
- 1. december 2008 – IC4 indsættes i køreplanen med ét dagligt løb Aarhus–Aalborg–København–Aarhus mandag til torsdag